# Carlo Alidosi
Carlo Alidosi (Imola, ... – Imola, 1354) è stato un vescovo cattolico italiano.

## Biografia
Era figlio di Lippo II Alidosi, signore di Imola dal 1334 al 1350.
Carlo era canonico della cattedrale di Imola quando venne nominato vescovo della città da papa Clemente VI. Nel 1346 celebrò il primo sinodo diocesano e nel 1350 portò gli Umiliati a Dozza. Fece erigere in Imola la chiesa di Sant'Agostino, voluta dagli Agostiniani nella metà del XIV secolo.
Durante il suo mandato, si impegnò nella riconquista dei beni sottratti alla Chiesa dagli invasori. Prima della sua morte, avvenuta nel 1354, ricevette un invito da parte del cardinale Egidio Albornoz affinché pubblicasse la scomunica per Francesco I Ordelaffi, signore di Forlì e Guglielmo Manfredi, signore di Faenza, quali usurpatori dei beni della Chiesa.